# The Godfather (singolo)
The Godfather è una canzone del rapper Newyorkese Spoonie Gee, incisa nel 1987 e appartenente all'album The Godfather of Rap. Figura anche nella colonna sonora del popolare videogioco Grand Theft Auto: San Andreas nella stazione radio Playback FM.
| The Godfather |                      |
| ------------- | -------------------- |
| Autore:       | Spoonie Gee          |
| Anno:         | 1987                 |
| Album:        | The Godfather of Rap |